# Mustafa Hilmi Muhibbić
Mustafa Hilmi-efendija Muhibbić (ev. Muhibić) (14. šabanu 1277/25. února 1861 Sarajevo, osmanská říše – 25. března 1915 Sarajevo, Bosna a Hercegovina) byl bosenskohercegovský novinář a úředník bosňáckého původu.

## Životopis
Narodil se do vážené sarajevské muslimské rodiny. Jeho otec Jusuf-efendija Muhibbić byl šarí‘atský soudce, kádí.
V rodném městě Mustafa navštěvoval mekteb a ruždii, islámské základní školy. Dále se vzdělával samostudiem. Časně vstoupil do služeb vilájetské správy v Bosně a Hercegovině, když přijal místo úředníka u šarí‘atského soudu. Roku 1879, nedlouho poté co Rakousko-Uhersko zabralo Bosnu a Hercegovinu, se stal úředníkem sarajevské radnice. Roku 1883 získal místo písaře a později tajemníka (baš kjatib) v nově zřízené Zemské vakufské komisi, která spravovala majetek islámských nadací, vakufů. Roku 1905 přijal místo revizora, mufetiše, u téže komise. Za pracovní nasazení a loajalitu k novému režimu byl odměněn zlatým Záslužným kříž s korunou.
Po smrti Mehmeda Hulusiho (1907), předsedy Zemské vakufské komise a jejího ředitelství, až do vyhlášení náboženské a školské autonomie Islámského společenství v Bosně a Hercegovině (1909) prakticky vedl činnost celé Zemské vakufské komise. Roku 1910 získal úřednické místo v Zemské vládě, ale brzy byl na vlastní žádost penzionován.
Muhibbić byl aktivní i na poli publicistiky. Přispíval do četných periodik, mj. Vatanu a Bošnjaku (ten rok od jeho vzniku 1891 i redigoval). Za osmanské vlády redigoval ročenky vilájetské správy, tzv. sálnámy. Byl členem sarajevské islámské čítárny, kiraethany (1905–1908 byl jejím místopředsedou), a muslimského podpůrného spolku Gajret (Úsilí).